# Anfimaco (figlio di Cteato)
Anfimaco (in greco antico: Ἀμφίμαχος?, Amphímachos) era figlio di Cteato e Teronice, figlia a sua volte di Dessameno. Suo padre era uno dei Molionidi, i fratelli gemelli figli di Attore (l'altro era Eurito), che si opposero ad Eracle e da lui vennero crudelmente uccisi in un'imboscata.

## Mitologia
Rimasto orfano di padre, allo stesso modo del cugino Talpio, figlio di Eurito, Anfimaco venne allevato probabilmente dalla madre, fino a quando non fu abbastanza grande per salire al trono. Aspirò alla mano della giovane Elena, figlia di Zeus, la quale andò tuttavia in moglie a Menelao.
Anfimaco partecipò con Talpio alla guerra di Troia conducendo un contingente di guerrieri dell'Elide. Oltre a lui e Talpio, vennero scelti altri due comandanti, Diore (figlio di Amarinceo) e Polisseno (figlio di Agastene). Omero ricorda che egli portò con sé una flotta di dieci navi, come conferma anche Igino, mentre Pseudo-Apollodoro parla addirittura di quaranta navi.
Anfimaco non svolge un ruolo determinante nell'Iliade ed anche se viene descritto come uomo forte e valoroso, la sua morte viene raccontata nel poema stesso e appare come una delle più dure e dolorose per gli Achei poiché, mentre avanza verso l'esercito nemico viene trafitto in pieno petto dalla lancia scagliata da Ettore.